# Strategia mieszana
Strategia mieszana – strategia, która określa prawdopodobieństwa, z jakimi gracz wybiera postać strategii. Gracz przyporządkowuje każdej swojej czystej strategii prawdopodobieństwo jej wyboru przy czym suma wszystkich prawdopodobieństw wynosi 1.
Strategia czysta jest zatem szczególnym przypadkiem strategii mieszanej, w której gracz przyporządkowuje jednej strategii prawdopodobieństwo równe 1, a wszystkim pozostałym prawdopodobieństwo równe 0.
W każdej grze o sumie stałej istnieje optymalna strategia mieszana.
Jeśli istnieje więcej niż jedna, dają one średnio ten sam wynik.